# Álvaro Bautista Arce
Álvaro Bautista Arce   (Talavera de la Reina, 21 de novembre de 1984) és un pilot de motociclisme espanyol que va guanyar el Campionat del Món de 125cc de 2006. Bautista va competir al mundial en les categories de 125cc, 250cc i MotoGP des del 2002 fins al 2018 i a partir del 2019 va continuar la seva carrera al campionat del món de Superbike, el qual va guanyar els anys 2022 i 2023.

## Carrera internacional

### 125cc (2002-2006)
Bautista va debutar en Gran Premi a la categoria de 125cc el 2002 durant el Gran Premi d'Espanya com a comodí. Aquell any en va disputar dos més i va quedar segon al campionat d'Espanya de 125cc.
La temporada següent, 2003, va començar la seva carrera com a pilot permanent del campionat del món a l'equip Seedorf Racing, creat pel futbolista Clarence Seedorf. Tot i ser una temporada complicada va poder aconseguir un quart lloc al Gran Premi d'Austràlia i un sisè al Gran Premi de la Comunitat Valenciana. La temporada 2004 va continuar a l'equip Seedorf Racing, ara amb Héctor Barberá de company i amb una Aprilia RSA de fàbrica. Va acabar setè al mundial gràcies als quatre podis aconseguits.
La temporada del 2005, havent canviat l'Aprilia per una Honda, va tenir un any molt decebedor. En canvi, el 2006 es va incorporar a l'equip Master-MVA Aspar i, de nou amb una Aprilia oficial, va aconseguir un total de 14 podis a les 16 curses del campionat, vuit dels quals victòries, i es va proclamar campió del món amb 338 punts. Aquest total de punts és el més alt mai aconseguit per un campió del món de 125cc (el rècord anterior, en poder de Valentino Rossi, era de 321 punts).

### 250cc (2007-2009)

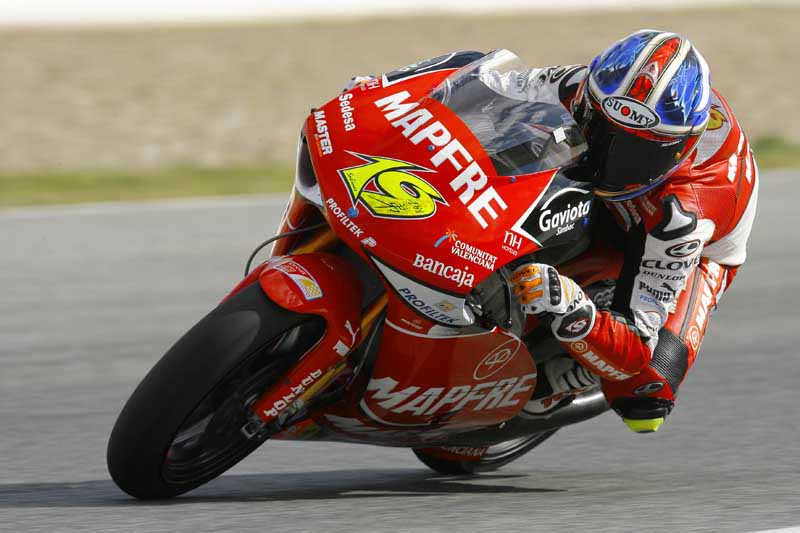
Amb l'Aprilia 250 del Team Mapfre Aspar a Jerez el 2008

El 2007, havent passat a la categoria de 250cc, va pilotar una Aprilia RSW encara amb l'equip d'Aspar com a company d'Alex De Angelis. Obtingué dues victòries i cinc podis més, cosa que li va atorgar el premi de Rookie of the Year (debutant de l'any) i la quarta posició final al campionat. El 2008, en una temporada en què els antics dominadors Jorge Lorenzo, Andrea Dovizioso i Alex De Angelis havien passat a MotoGP, Bautista esdevingué el gran favorit per al títol, però acabà com a subcampió darrere de Marco Simoncelli malgrat les seves quatre victòries i set podis (encadenà deu curses consecutives amb resultat de podi). El títol se li escapà en gran manera per culpa de dues retirades i dues males actuacions al llarg del campionat.
De cara a la temporada del 2009, encara a l'equip d'Aspar, tornà a ser el favorit per al títol al costat de Marco Simoncelli. Va cometre, però, diversos errors durant la temporada en moments clau i sovint va acabar darrere dels seus principals oponents, de manera que va acabar la temporada en quarta posició per darrere d'Hiroshi Aoyama, Marco Simoncelli i Héctor Barberá.

### MotoGP (2010-2018)

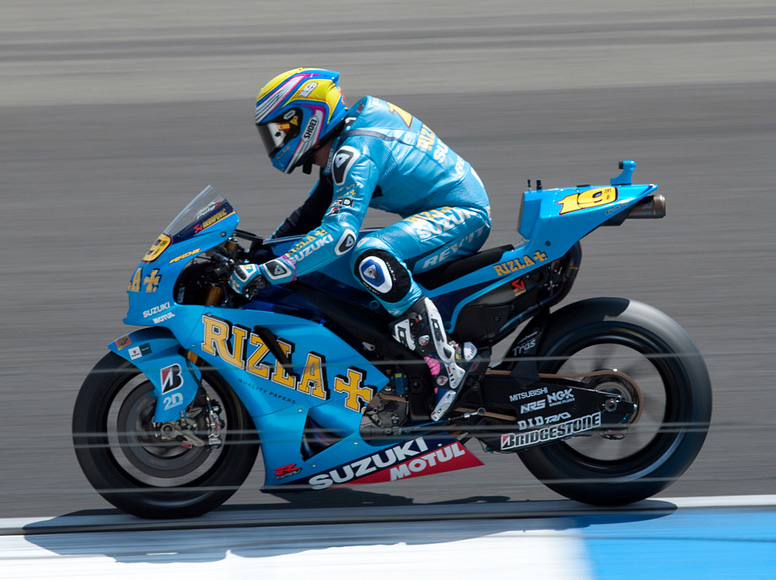
Amb la Suzuki de MotoGP a Assen el 2010

Després de tres anys als 250cc, Bautista es va incorporar a l'equip oficial de Suzuki a MotoGP el 2010 com a company del veterà Loris Capirossi. Va mantenir el lloc durant dues temporades, fins i tot va defensar els colors de Suzuki en solitari el 2011 després de la sortida de Capirossi. Suzuki havia invertit pocs recursos en el desenvolupament de la seva moto de MotoGP, que malgrat tot havia experimentat una evolució encoratjadora fins al 2008, però Bautista lluità i aconseguí de progressar a poc a poc. El seu millor resultat fou un cinquè lloc, obtingut en tres ocasions: al Gran Premi de Catalunya i al Gran Premi de Malàisia el 2010 i al Gran Premi dels Països Baixos el 2011.
Al campionat hi va acabar en tretzena posició dues vegades, però tot i així va voler mantenir la seva fidelitat a Suzuki. Per aquest motiu, va rebutjar una oferta de l'equip Tech3 per al 2012 tot i no tenir encara garantida la continuïtat quan va acabar la temporada del 2011. Quan Suzuki s'acostava a la retirada definitiva del campionat de MotoGP (que formalitzà el novembre d'aquell any), Bautista acabà aconseguint un contracte amb l'equip de Fausto Gresini. Allà va fer les seves primeres proves al manillar de l'Honda RC212V 800cc pilotada anteriorment per Hiroshi Aoyama, però en morir-se Marco Simoncelli aquell any a l'accident de Malàisia, Bautista heretà la seva Honda RC213V oficial. Durant el Gran Premi de San Marino va pujar al podi per primera vegada des de la seva arribada a MotoGP. Al Gran Premi del Japó va ser tercer darrere de Dani Pedrosa i Jorge Lorenzo. Va acabar l'any en cinquena posició final.
Bautista va competir a MotoGP fins a la temporada del 2018, passant després d'Honda pels equips d'Aprilia i Ducati.

### Campionat del Món de Superbike (2019-Actualitat)

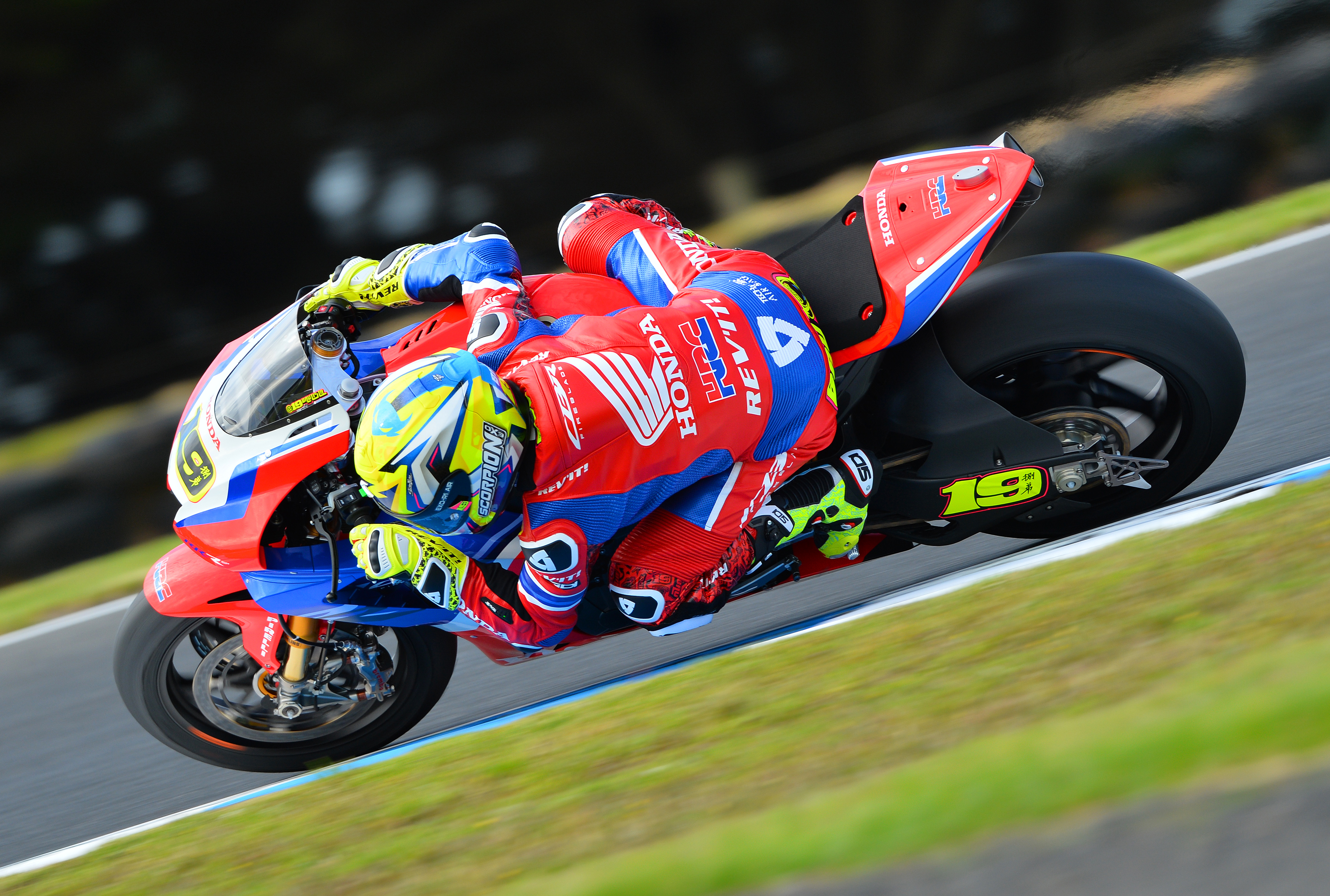
Amb l'Honda CBR1000RR de Superbike a Phillip Island el 2020

El 2019, Álvaro Bautista va entrar a l'equip oficial de Superbike de Ducati. Va fer un inici de temporada impressionant tot guanyant les onze primeres curses del campionat del món, però va tenir una segona part de temporada més difícil i només va poder ser segon a la classificació final del campionat. El 2020 va optar per passar a Honda dins del Team HRC. Va acabar novè al campionat i només va aconseguir un podi.
El 2021, continuant amb l'equip HRC, tornà a passar una temporada complicada i acabà el campionat en desena posició. Al final de la temporada va decidir deixar Honda i tornar a Ducati. El canvi va donar fruits i l'espanyol va guanyar dos campionats del món de Superbike consecutius amb la marca italiana els anys 2022 i 2023.

## Resultats al Mundial de motociclisme
Barem de puntuació de 1993 ençà:
| Posició | 1  | 2  | 3  | 4  | 5  | 6  | 7 | 8 | 9 | 10 | 11 | 12 | 13 | 14 | 15 |
| Punts   | 25 | 20 | 16 | 13 | 11 | 10 | 9 | 8 | 7 | 6  | 5  | 4  | 3  | 2  | 1  |

(Ids. Grans Premis | Llegenda) (Curses en negreta indiquen pole; curses en  itàlica indiquen volta ràpida)
| Any  | Categoria | Moto    | 1       | 2       | 3       | 4       | 5       | 6       | 7       | 8       | 9       | 10      | 11      | 12      | 13      | 14      | 15      | 16      | 17      | 18      | 19      | 20  | Pos | Pts |
| ---- | --------- | ------- | ------- | ------- | ------- | ------- | ------- | ------- | ------- | ------- | ------- | ------- | ------- | ------- | ------- | ------- | ------- | ------- | ------- | ------- | ------- | --- | --- | --- |
| 2002 | 125cc     | Aprilia | JPN     | RSA     | ESP 25  | FRA     | ITA     | CAT Ret | NED     | GBR     | GER     | CZE     | POR     | RIO     | PAC     | MAL     | AUS     | VAL 23  |         |         |         |     | NC  | 0   |
| 2003 | 125cc     | Aprilia | JPN 18  | RSA 25  | ESP 17  | FRA Ret | ITA 28  | CAT 28  | NED Ret | GBR 14  | GER Ret | CZE 16  | POR 15  | RIO 16  | PAC 12  | MAL 15  | AUS 4   | VAL 6   |         |         |         |     | 20è | 31  |
| 2004 | 125cc     | Aprilia | RSA 9   | ESP Ret | FRA 9   | ITA Ret | CAT 6   | NED 16  | RIO 9   | GER 7   | GBR 2   | CZE 13  | POR 5   | JPN Ret | QAT 3   | MAL 3   | AUS 9   | VAL 3   |         |         |         |     | 7è  | 129 |
| 2005 | 125cc     | Honda   | ESP Ret | POR 7   | CHN 17  | FRA Ret | ITA 12  | CAT 14  | NED 4   | GBR Ret | GER Ret | CZE 12  | JPN 9   | MAL 26  | QAT 22  | AUS 16  | TUR 12  | VAL 12  |         |         |         |     | 15è | 47  |
| 2006 | 125cc     | Aprilia | ESP 1   | QAT 1   | TUR 2   | CHN 3   | FRA 4   | ITA 2   | CAT 1   | NED 3   | GBR 1   | GER 2   | CZE 1   | MAL 1   | AUS 1   | JPN 2   | POR 1   | VAL 4   |         |         |         |     | 1r  | 338 |
| 2007 | 250cc     | Aprilia | QAT Ret | ESP 2   | TUR 3   | CHN 2   | FRA 8   | ITA 1   | CAT 5   | GBR Ret | NED 3   | GER 17  | CZE 5   | SM 8    | POR 1   | JPN 15  | AUS 2   | MAL Ret | VAL Ret |         |         |     | 4t  | 181 |
| 2008 | 250cc     | Aprilia | QAT 6   | ESP Ret | POR 1   | CHN 12  | FRA 14  | ITA Ret | CAT 2   | GBR 3   | NED 1   | GER 3   | CZE 2   | SM 1    | INP C   | JPN 2   | AUS 2   | MAL 1   | VAL 3   |         |         |     | 2n  | 244 |
| 2009 | 250cc     | Aprilia | QAT 7   | JPN 1   | ESP 2   | FRA 4   | ITA 3   | CAT 1   | NED Ret | GER 3   | GBR 2   | CZE 3   | INP 3   | SM 3    | POR Ret | AUS 10  | MAL Ret | VAL 2   |         |         |         |     | 4t  | 218 |
| 2010 | MotoGP    | Suzuki  | QAT Ret | ESP 10  | FRA DNS | ITA 14  | GBR 12  | NED 14  | CAT 5   | GER Ret | USA Ret | CZE Ret | INP 8   | SM 8    | ARA 8   | JPN 7   | MAL 5   | AUS 12  | POR 11  | VAL 9   |         |     | 13è | 85  |
| 2011 | MotoGP    | Suzuki  | QAT DNS | ESP     | POR 13  | FRA 12  | CAT 12  | GBR 5   | NED 11  | ITA 13  | GER 7   | USA Ret | CZE Ret | INP 6   | SM 8    | ARA 6   | JPN Ret | AUS Ret | MAL C   | VAL Ret |         |     | 13è | 67  |
| 2012 | MotoGP    | Honda   | QAT 7   | ESP 6   | POR 6   | FRA 10  | CAT 6   | GBR 4   | NED Ret | GER 7   | ITA 10  | USA 8   | INP 5   | CZE 6   | SM 3    | ARA 6   | JPN 3   | MAL 6   | AUS 5   | VAL 4   |         |     | 5è  | 178 |
| 2013 | MotoGP    | Honda   | QAT 6   | AME 8   | ESP 6   | FRA 6   | ITA Ret | CAT Ret | NED 7   | GER 5   | USA 4   | INP 6   | CZE 5   | GBR 5   | SM 7    | ARA 4   | MAL 5   | AUS 5   | JPN 4   | VAL 5   |         |     | 6è  | 171 |
| 2014 | MotoGP    | Honda   | QAT Ret | AME Ret | ARG Ret | ESP 6   | FRA 3   | ITA 8   | CAT Ret | NED 7   | GER 9   | INP Ret | CZE 10  | GBR Ret | SM 8    | ARA 7   | JPN 10  | AUS 6   | MAL Ret | VAL 16  |         |     | 11è | 89  |
| 2015 | MotoGP    | Aprilia | QAT Ret | AME 15  | ARG 19  | ESP 15  | FRA 15  | ITA 14  | CAT 10  | NED 17  | GER 14  | INP 18  | CZE 13  | GBR 10  | SM 15   | ARA 13  | JPN 16  | AUS 14  | MAL 15  | VAL 14  |         |     | 16è | 31  |
| 2016 | MotoGP    | Aprilia | QAT 13  | ARG 10  | AME 11  | ESP Ret | FRA 9   | ITA Ret | CAT 8   | NED Ret | GER 10  | AUT 16  | CZE 16  | GBR 10  | SM 10   | ARA 9   | JPN 7   | AUS 12  | MAL 7   | VAL 10  |         |     | 12è | 82  |
| 2017 | MotoGP    | Ducati  | QAT Ret | ARG 4   | AME 15  | ESP Ret | FRA Ret | ITA 5   | CAT 7   | NED Ret | GER 6   | CZE Ret | AUT 8   | GBR 10  | SM 12   | ARA 8   | JPN Ret | AUS 17  | MAL 11  | VAL Ret |         |     | 12è | 75  |
| 2018 | MotoGP    | Ducati  | QAT 13  | ARG 16  | AME 15  | ESP 8   | FRA Ret | ITA 9   | CAT 9   | NED 9   | GER 5   | CZE 9   | AUT 10  | GBR C   | SM 9    | ARA Ret | THA 8   | JPN 5   | AUS 4   | MAL 7   | VAL Ret |     | 12è | 105 |
| 2023 | MotoGP    | Ducati  | POR     | ARG     | AME     | ESP     | FRA     | ITA     | GER     | NED     | GBR     | AUT     | CAT     | SM      | IND     | JPN     | INA     | AUS     | THA     | MAL 17  | QAT     | VAL | 31è | 0   |

## Resultats al Mundial de Superbike
Barem de puntuació de 1993 ençà:
| Posició         | 1  | 2  | 3  | 4  | 5  | 6  | 7 | 8 | 9 | 10                   | 11                   | 12                   | 13                   | 14                   | 15                   |                      |
| Curses 1 i 2    | 25 | 20 | 16 | 13 | 11 | 10 | 9 | 8 | 7 | 6                    | 5                    | 4                    | 3                    | 2                    | 1                    |                      |
| Cursa Superpole | 12 | 9  | 7  | 6  | 5  | 4  | 3 | 2 | 1 | [ Nota Superpole 1 ] | [ Nota Superpole 1 ] | [ Nota Superpole 1 ] | [ Nota Superpole 1 ] | [ Nota Superpole 1 ] | [ Nota Superpole 1 ] | [ Nota Superpole 1 ] |

1. ↑  La cursa Superpole va ser introduïda la temporada del 2019

(Ids. Rondes | Llegenda) (Curses en negreta indiquen pole; curses en  itàlica indiquen volta ràpida)
| Any  | Moto   | 1       | 1      | 1      | 2     | 2       | 2     | 3     | 3      | 3     | 4       | 4      | 4      | 5       | 5      | 5       | 6     | 6       | 6       | 7       | 7      | 7       | 8       | 8       | 8       | 9      | 9       | 9       | 10      | 10    | 10    | 11      | 11    | 11      | 12      | 12     | 12      | 13    | 13    | 13     | Pos. | Pts |
| Any  | Moto   | C1      | CS     | C2     | C1    | CS      | C2    | C1    | CS     | C2    | C1      | CS     | C2     | C1      | CS     | C2      | C1    | CS      | C2      | C1      | CS     | C2      | C1      | CS      | C2      | C1     | CS      | C2      | C1      | CS    | C2    | C1      | CS    | C2      | C1      | CS     | C2      | C1    | CS    | C2     | Pos. | Pts |
| ---- | ------ | ------- | ------ | ------ | ----- | ------- | ----- | ----- | ------ | ----- | ------- | ------ | ------ | ------- | ------ | ------- | ----- | ------- | ------- | ------- | ------ | ------- | ------- | ------- | ------- | ------ | ------- | ------- | ------- | ----- | ----- | ------- | ----- | ------- | ------- | ------ | ------- | ----- | ----- | ------ | ---- | --- |
| 2019 | Ducati | AUS 1   | AUS 1  | AUS 1  | THA 1 | THA 1   | THA 1 | SPA 1 | SPA 1  | SPA 1 | NED 1   | NED C  | NED 1  | ITA 2   | ITA 3  | ITA C   | SPA 1 | SPA 1   | SPA NC  | ITA 3   | ITA 1  | ITA 14  | GBR Ret | GBR 4   | GBR 3   | USA 17 | USA DNS | USA Ret | POR 4   | POR 2 | POR 1 | FRA 5   | FRA 5 | FRA Ret | ARG 1   | ARG 2  | ARG 5   | QAT 4 | QAT 2 | QAT 3  | 2n   | 498 |
| 2020 | Honda  | AUS 6   | AUS 16 | AUS 6  | SPA 7 | SPA 10  | SPA 8 | POR 9 | POR 11 | POR 5 | SPA Ret | SPA 4  | SPA 3  | SPA Ret | SPA 4  | SPA Ret | SPA 5 | SPA Ret | SPA Ret | FRA 12  | FRA 14 | FRA 15  | POR 17  | POR 7   | POR 5   |        |         |         |         |       |       |         |       |         |         |        |         |       |       |        | 9è   | 113 |
| 2021 | Honda  | SPA Ret | SPA 7  | SPA 11 | POR 8 | POR 10  | POR 7 | ITA 6 | ITA 10 | ITA 8 | GBR 8   | GBR 15 | GBR 10 | NED Ret | NED 18 | NED 5   | CZE 7 | CZE 9   | CZE 10  | SPA Ret | SPA 10 | SPA 8   | FRA 6   | FRA 7   | FRA 6   | SPA 9  | SPA 3   | SPA 4   | SPA 5   | SPA C | SPA 3 | POR Ret | POR 5 | POR Ret | ARG Ret | ARG 11 | ARG 10  | INA 7 | INA C | INA 10 | 10è  | 195 |
| 2022 | Ducati | SPA 2   | SPA 1  | SPA 1  | NED 2 | NED 3   | NED 1 | POR 1 | POR 3  | POR 2 | ITA 1   | ITA 2  | ITA 1  | GBR Ret | GBR 4  | GBR 2   | CZE 1 | CZE 3   | CZE 2   | FRA 1   | FRA 2  | FRA Ret | SPA 1   | SPA 1   | SPA 1   | POR 2  | POR 2   | POR 1   | ARG 1   | ARG 2 | ARG 1 | INA 2   | INA 4 | INA 2   | AUS 5   | AUS 1  | AUS 1   |       |       |        | 1r   | 601 |
| 2023 | Ducati | AUS 1   | AUS 1  | AUS 1  | INA 1 | INA Ret | INA 1 | NED 1 | NED 1  | NED 1 | SPA 1   | SPA 1  | SPA 1  | ITA 1   | ITA 1  | ITA 1   | GBR 1 | GBR 2   | GBR 1   | ITA 1   | ITA 2  | ITA Ret | CZE 12  | CZE 3   | CZE 1   | FRA 10 | FRA 2   | FRA 1   | SPA Ret | SPA 1 | SPA 1 | POR 1   | POR 1 | POR 1   | SPA 1   | SPA 1  | SPA 1   |       |       |        | 1r   | 628 |
| 2024 | Ducati | AUS 15  | AUS 4  | AUS 2  | SPA 3 | SPA 3   | SPA 1 | NED 3 | NED 1  | NED 2 | EMI 3   | EMI 17 | EMI 3  | GBR 3   | GBR 6  | GBR 5   | CZE 4 | CZE NC  | CZE Ret | POR 2   | POR 6  | POR 19  | FRA 2   | FRA Ret | FRA DNS | ITA 3  | ITA 6   | ITA 2   | SPA 4   | SPA 1 | SPA 1 | EST 19  | EST 3 | EST 3   | SPA Ret | SPA 9  | SPA Ret |       |       |        | 3r   | 357 |